# Военный музей (Килкис)
Военный музей (греч Πολεμικό Μουσείο) греческого Килкис (город), Центральная Македония создан в ознаменование сражения и победы греческой армии над болгарской под Килкисом в 1913 году, во время Второй Балканской войны.
Музей создан Генштабом греческой армии в 1966 году. Располагается в трёх километрах от центра города, на холме Героев, где произошло сражение 19-21 июня 1913 года. На холме также установлены памятник и бюсты героев сражения.
Самыми значительными его экспонатами являются знамёна дивизий и полков, принявших участие в сражении и шпага и бинокль героя сражения полковника Антониса Кампаниса, павшего в бою.
Среди экспонатов — оружие и медали греческой и болгарской армий, мундиры греческой армии образца 1913 года и личные вещи погибших солдат.
Выставлены также картины, литографии и фотографии связанные с сражением.
- Артиллерия Балканских войн
- Медали Балканских войн
- Греческий мундир 1913 года